# 613 (tal)
613 är det naturliga heltal som följer 612 och följs av 614.

## Matematiska egenskaper
- 613 är ett udda tal.
- 613 är ett primtal[1].
- 613 är ett defekt tal.
- 613 är ett lyckotal.
- 613 är ett Centrerat kvadrattal.

## Inom vetenskapen
- 613 Ginevra, en asteroid.